# 河南省文物局
34°45′58″N 113°40′56″E / 34.76621°N 113.682243°E
河南省文物局是根据《中共河南省委河南省人民政府关于印发河南省人民政府机构改革实施意见的通知》（豫文〔2009〕18号）所设立，为河南省文化厅管理的具体负责全省文物和博物馆工作的副厅级行政机构。

## 主要职责
1. 起草全省文物保护地方性法规、规章草案和政策并负责督促实施，制定全省文物和博物馆事业发展规划，管理和指导全省文物和博物馆工作。
2. 履行文物行政执法督察职责，依法组织查处文物违法重大案件，协同有关部门查处文物犯罪重大案件，会同有关部门处理文物安全保卫工作中的重大问题。[1]

## 机构设置

### 内设机构
- 办公室
- 计划财务处
- 文物保护与考古处(重点项目建设文物保护办公室)
- 博物馆与科技处(文物对外合作交流处)
- 文物安全处(执法督察处)
- 文物资源管理与开发利用处
- 南水北调文物保护办公室